# Міжнародна авіаційна федерація
Міжнаро́дна авіаці́йна федера́ція (ФАІ, фр. Fédération Aéronautique Internationale, FAI фр.: [fedeʁɑsjɔ̃ aeʁɔnotik ɛ̃tɛʁnasjɔnal]) — міжнародна організація сприяння розвитку повітроплавання, авіації і космонавтики. Заснована, як спортивна організація у 1905 році. ФАІ розробляє й затверджує правила міжнародних змагань, організує й здійснює контроль за їхнім проведенням і реєструє авіаційні й космічні рекорди. Фінансується за рахунок щорічних внесків держав — членів федерації.
Україна представлена у ФАІ Федерацією авіаційного спорту України.

## Історія створення
12-14 жовтня 1905 року в Парижі (Франція) відбулась Перша міжнародна конференція, на якій було створено Міжнародну авіаційну федерацію. Тоді ж було прийнято Статут і Положення.

## Керівні органи
Вищим органом федерації є Генеральна конференція. Генеральна конференція проводиться щорічно й вирішує фінансові, законодавчі та виконавчі питання відповідно до Статуту й Положення ФАІ. На ній обираються президент, перший віце-президент, віце-президенти, генеральний скарбник, а також затверджуються склади міжнародних комісій.
Для безперебійного функціонування у періоди між Генеральними конференціями, створена Рада ФАІ, наділена відповідними правами. Також створені профільні комісії та комітети.

### Комісії й комітети
У складі федерації діють такі комісії[джерело?]:
- авіаційно-спортивна комісія;
- комісія авіації загального призначення;
- комісія з планеризму;
- комісія з повітроплавання;
- комісія з авіамодельного спорту;
- комісія з парашутного спорту;
- комісія з авіаційно-космічного утворення;
- вертолітна комісія;
- комісія з астронавтики;
- комісія з вищого пілотажу;
- медико-фізіологічна комісія;
- комісія з конструювання літальних апаратів конструкторами-аматорами;
- комісія з вільного польоту (дельтапланеризму);
- комісія з мікроавіації

а також комітети:
- статутний комітет;
- фінансовий комітет;
- комітет з розширення членства.

## Символи
Міжнародна авіаційна федерація має свої прапор і емблему.
Прапор являє собою прямокутний стяг розміром 2,5×1,5 метра, на якому зображено веселку на білому тлі з яскраво-блакитними літерами FAI.

## Нагороди та відзнаки
- Диплом імені П. Тіссанд'є
- Премія імені Едварда Ворнера (1961)[7]